# Aiwa Cup 1999
Der Aiwa Cup 1999 war ein Drei-Nationen-Turnier, das vom 22. bis zum 31. August 1999 in Sri Lanka im One-Day Cricket ausgetragen wurde. Bei dem zur internationalen Cricket-Saison 1999 gehörenden Turnier nahmen neben dem Gastgeber die Mannschaften aus Australien und Indien teil. Im Finale konnte sich Indien mit 23 Runs (D/L) durchsetzen.

## Vorgeschichte
Alle drei Mannschaften spielten zuvor beim Cricket World Cup 1999. Australien gewann dieses Turnier, Indien qualifizierte sich für die Super 6 Runde, während Sri lanka in der Vorrunde scheiterte.

## Format
In einer Vorrunde spielte jede Mannschaft gegen jede zweimal. Für einen Sieg gab es zwei, für ein Unentschieden oder No Result einen Punkt. Die beiden Gruppenersten qualifizierten sich für das Finale und spielten dort um den Turniersieg.

## Stadion
Das folgende Stadion wurde für diesen Wettbewerb vorgesehen.
| Stadion                            | Stadt   | Kapazität | Spiele                |
| ---------------------------------- | ------- | --------- | --------------------- |
| R. Premadasa Stadium (RPS)         | Colombo | 35.000    | 3. & 4. Spiel; Finale |
| Sinhalese Sports Club Ground (SSC) | Colombo | 10.000    | 5. & 6. Spiel         |
| Galle International Stadium        | Galle   | 35.000    | 1. & 2. Spiel         |

## Kaderlisten
Die Mannschaften benannten die folgenden Kader.
| ODI | ODI | ODI |
| Australien | Indien | Sri Lanka |
| --- | --- | --- |
| - Michael Bevan - Adam Dale - Damien Fleming - Adam Gilchrist - Jason Gillespie - Darren Lehmann - Glenn McGrath - Damien Martyn - Tom Moody - Ricky Ponting - Andrew Symonds - Shane Warne - Mark Waugh - Steve Waugh | - Nikhil Chopra - Rahul Dravid - Sourav Ganguly - Ajay Jadeja - Amay Khurasiya - Vinod Kambli - Anil Kumble - Mannava Prasad - Venkatesh Prasad - Sadagoppan Ramesh - Robin Singh - Javagal Srinath - Sachin Tendulkar | - Russel Arnold - Marvan Atapattu - Upul Chandana - Indika de Saram - Avishka Gunawarden - Sanath Jayasuriya - Mahela Jaywardene - Romesh Kaluwitharana - Muttiah Muralitharan - Suresh Perera - Chamara Silva - Chaminda Vaas - Pramodya Wickramasinghe - Nuwan Zoysa |

## Spiele

### Vorrunde
Tabelle
| Teams      | Sp. | S | N | U | R | NR | Punkte | NRR    |
| ---------- | --- | - | - | - | - | -- | ------ | ------ |
| Australien | 4   | 4 | 0 | 0 | 0 | 0  | 8      | +0.889 |
| Sri Lanka  | 4   | 1 | 3 | 0 | 0 | 0  | 2      | −0.354 |
| Indien     | 4   | 1 | 3 | 0 | 0 | 0  | 2      | −0.533 |

Sieg: 2 Punkte; Remis: 1 Punkte
Spiele
| 22. August Scorecard | Galle | Australien 205-9 (43/43)                    | – | Sri Lanka 160 (37.4/43) |
|                      |       | Australien gewinnt mit 50 Runs (D/L method) |   |                         |

| 23. August Scorecard | Galle | Indien 151-7 (38/38)                          | – | Australien 159-2 (29.1/38) |
|                      |       | Australien gewinnt mit 8 Wickets (D/L method) |   |                            |

| 25. August Scorecard | Colombo (RPS) | Indien 205-8 (50)               | – | Sri Lanka 206-3 (46.4) |
|                      |               | Sri Lanka gewinnt mit 7 Wickets |   |                        |

| 26. August Scorecard | Colombo (RPS) | Australien 241-9 (50)          | – | Sri Lanka 214-7 (47.1) |
|                      |               | Australien gewinnt mit 27 Runs |   |                        |

| 28. August Scorecard | Colombo (SSC) | Australien 252-8 (50)          | – | Indien 211 (48.3/49) |
|                      |               | Australien gewinnt mit 41 Runs |   |                      |

| 29. August Scorecard | Colombo (SSC) | Indien 296-4 (50)                       | – | Sri Lanka 211 (48.3) |
|                      |               | Indien gewinnt mit 23 Runs (D/L method) |   |                      |

### Finale
| 31. August Scorecard | Colombo (RPS) | Australien 202 (50)             | – | Sri Lanka 208-2 (39.3) |
|                      |               | Sri Lanka gewinnt mit 8 Wickets |   |                        |